# Helianthus praetermissus
Helianthus praetermissus là một loài thực vật có hoa trong họ Cúc. Loài này được E.Watson mô tả khoa học đầu tiên năm 1929.